# Нові Яриловичі (пункт контролю)
52°4′28.4″ пн. ш. 30°58′10.1″ сх. д. / 52.074556° пн. ш. 30.969472° сх. д.
Нові́ Яри́ловичі — міжнародний автомобільний пункт пропуску через державний кордон України на кордоні з Білоруссю. Розташований у Чернігівському районі Чернігівській області, поблизу села Скиток, за 6 км від Нових Яриловичів. Через пункт пропуску пролягають автошляхи міжнародного значення М01E95. З білоруського боку знаходиться пункт пропуску «Нова Гута» на автошляху М8E95 у напрямку Гомеля. Пункт пропуску «Нові Яриловичі» входить до складу митного посту «Нові Яриловичі» Чернігівської митниці. Код пункту пропуску — 10203 02 00 (11).
До російського вторгнення в Україну 2022 року через пункту пропуску здійснювався пасажирський та вантажний рух (наразі припинений).

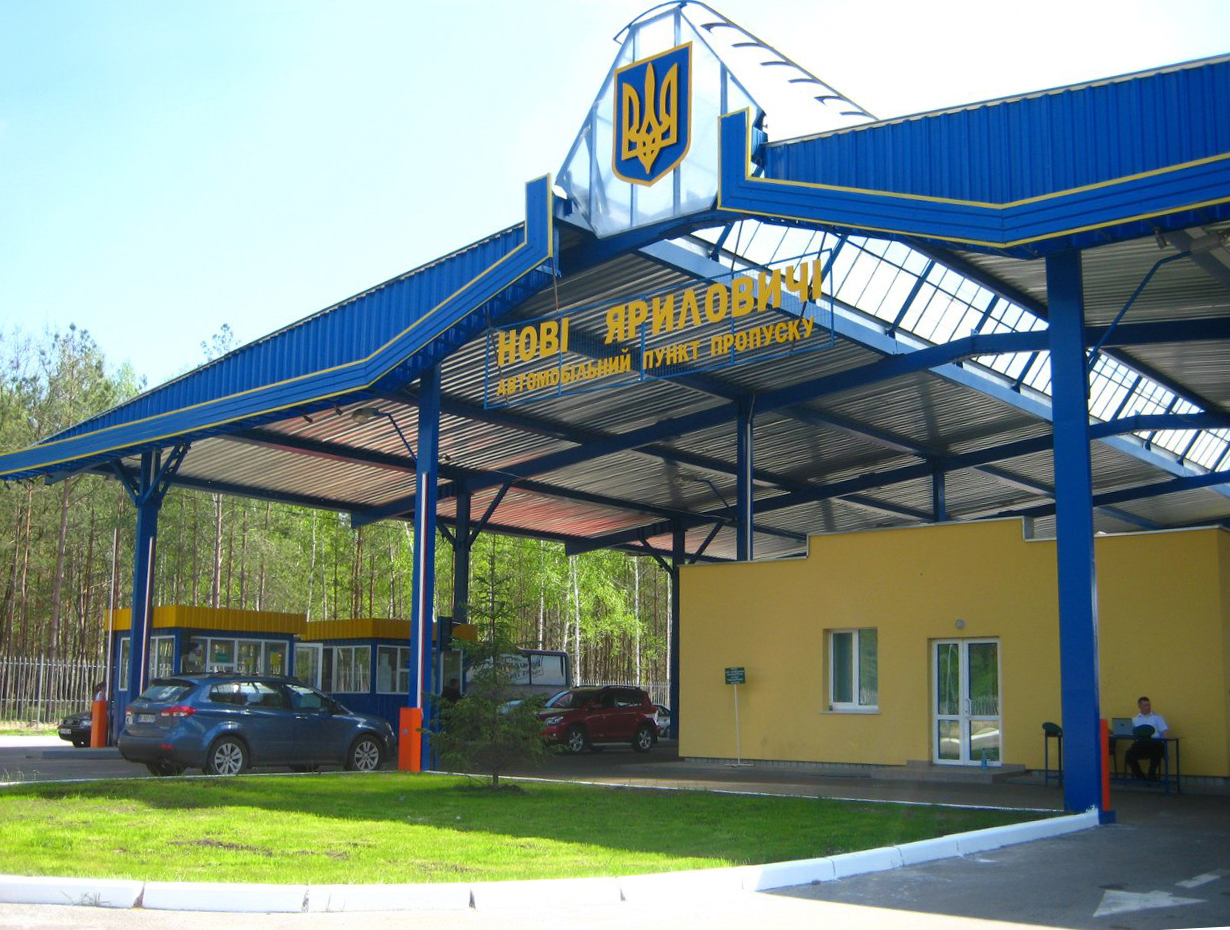
Пункт пропуску «Нові Яриловичі»
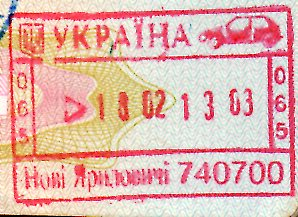
Штамп міжнародного пункту пропуску «Нові Яриловичі»

Окрім радіологічного, митного та прикордонного контролю, пункт пропуску «Нові Яриловичі» може здійснювати санітарний, фітосанітарний, ветеринарний, екологічний контроль та контроль Служби міжнародних автомобільних перевезень.